# Arrhenocoela
Arrhenocoela es un género de insectos coleópteros de la familia Chrysomelidae.
Fue descrita en 1790 por Rossi.